# Comusia subflavicollis
Comusia subflavicollis là một loài bọ cánh cứng trong họ Cerambycidae.